# New Year's Evil
New Year's Evil (Fin de año maldito en España) es una película de terror del género slasher estadounidense de 1980 dirigida por Emmett Alston, y protagonizada por Roz Kelly, Kip Niven y Grant Cramer.

## Argumento
La película comienza con el asesinato de Yvonne, la asistente de la famosa presentadora de un programa de rock Diane Sullivan (Roz Kelly), a manos de un extraño encapuchado.
Diane es una reconocida conductora de un programa de rock pesado que la mantiene alejada de su familia por sus grandes obligaciones. Uno de ellos es su hijo, Derek (Grant Cramer), quien es ignorado tras contarle el papel que consiguió para una telenovela.
La cinta se torna misteriosa cuando Diane recibe la extraña llamada de un desconocido que se hace llamar "El Mal", en su programa, donde le dice que va a cometer un crimen, un terrible asesinato a medianoche, horario central en el que se recibe el nuevo año. Esas llamadas molestas pronto se volverán a hacer realidad al cometerse reiterados crímenes de mujeres que coinciden con la celebración del año nuevo en todas las cargas horarias del país.
La segunda víctima es una enfermera del hospital psiquiátrico, Jane, que es asesinada y grabada por el criminal. Luego le siguen dos compañeras que conoce en una discoteca, Sally y Lisa, a las cuales a una la asfixia y a la otra la apuñala.
En un momento dado, el sospechoso se viste de cura y termina chocando accidentalmente unas motocicletas, tras lo cual debe huir ya que es perseguido por los mismos moteros. Tras apuñalar a uno de ellos, roba un auto con una joven adentro del mismo, decide matarla pero ella escapa y sobrevive.
Luego de varios acontecimientos, decide entrar al edificio donde esta la conductora para ser esta la última víctima. Para sorpresa del espectador, el asesino hasta ese momento desconocido, descubre su identidad: es Richard Sullivan, el marido de Diane, quien sufre de problemas mentales y un desprecio hacia las mujeres. 
En un ataque de ira, Richard decide atar a su esposa a un ascensor, por lo que la eleva hasta lo más alto del edificio. La policía descubre su identidad, y lo persigue entonces él decide suicidarse saltando desde la cima del edificio donde se encontraban. Su hijo ve el cuerpo sin vida de su padre y se acerca a él.
Logran rescatar a Diane y la llevan en la ambulancia director al hospital. La película termina con la presencia de un enmascarado, con la misma máscara que usaba Richard, conduciendo la ambulancia con el cadáver del conductor al lado. El nuevo asesino es nada más y nada menos que su hijo Derek, quien decide seguir con la venganza de su padre.

## Elenco[2]
- Roz Kelly ... Diane Sullivan
- Kip Niven ... Richard Sullivan
- Chris Wallace ... Teniente Clayton
- Grant Cramer ... Derek Sullivan
- Louisa Moritz ... Sally
- Jed Mills ... Ernie
- Taaffe O'Connell ... Jane
- Jon Greene ... Sargento Greene
- Teri Copley ... Adolescente
- Anita Crane ... Lisa
- Jennie Anderson ...	Enfermera Robbie
- Alicia Dhanifu ... Yvonne
- Wendy-Sue Rosloff ... Chica maquillada
- John London	... Jefe de piso
- John Alderman ... Dr. Reed
- Michael Frost ... Larry
- Jerry Chambers ... Recepcionista
- Barry Gibberman ... Huésped del hotel